# Casco metropolitano

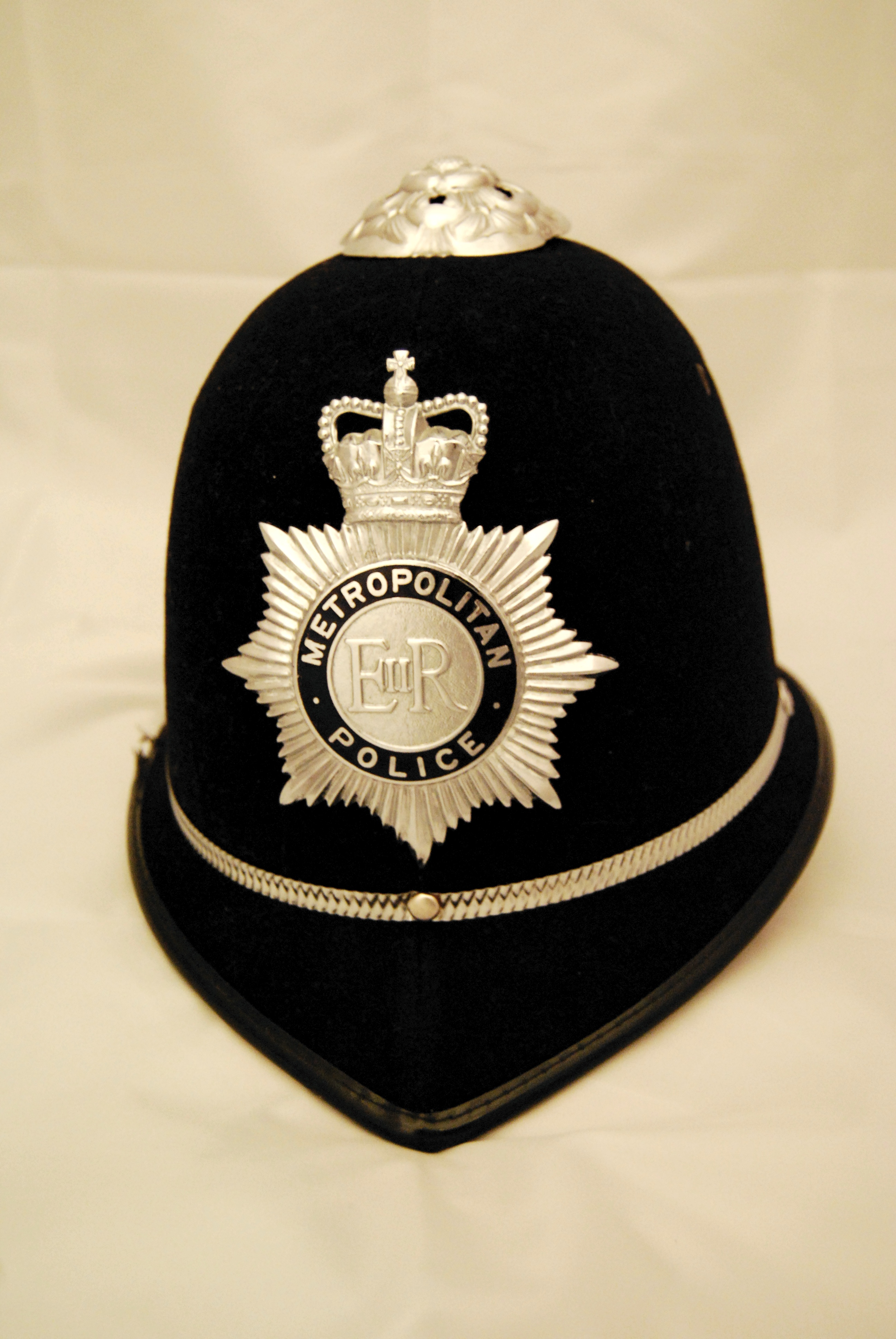
Casco della Polizia metropolitana londinese, si notino gli elementi araldici costituenti il distintivo composto da: «stella di giustizia» sormontata dalla Corona di Sant'Edoardo con un cerchio (a simboleggiare la protezione o anello, come per la fede) dalla legenda «Metropolitan Police» e, al suo interno, la cifra reale «E II R», a significare, dal latino: Elizabeth Secunda Regina (o Reina). (Attualmente, dopo la successione di Carlo III al trono, questa è nel processo d'essere sostituito dalla sua propria cifra reale)
Al vertice del copricapo, invece, la Rosa dei Tudor (talvolta definita Rosa dell'Unione)

Il casco metropolitano è un tipico copricapo in feltro o plastica avente forma a cupola (talvolta con cresta superiore) con piccoli fori di aerazione ai fianchi e falda circolare su tutto il perimetro inferiore; è adoperato dalle forze di polizia locali, su ispirazione di quello adottato inizialmente dal Metropolitan Police Service di Londra.
Nel Commonwealth è utilizzato principalmente dalle Forze di polizia nel Regno Unito (ad eccezione della Scozia e dell'Irlanda del Nord), del Canada, dell’Australia, della Nuova Zelanda, delle Samoa e a Gibilterra.
Al di fuori dal Commonwealth è stato adottato dalle forze di polizia locale in Italia (tra le quali quella di Milano coi suoi “Ghisa”), dalla Compagnia dei carabinieri del principe di Monaco e, in passato, anche dalla forza di polizia di New York.

## Galleria d'immagini

Segnale stradale italiano con la stilizzazione di una persona che indossa il casco metropolitano, raffigurante la polizia locale
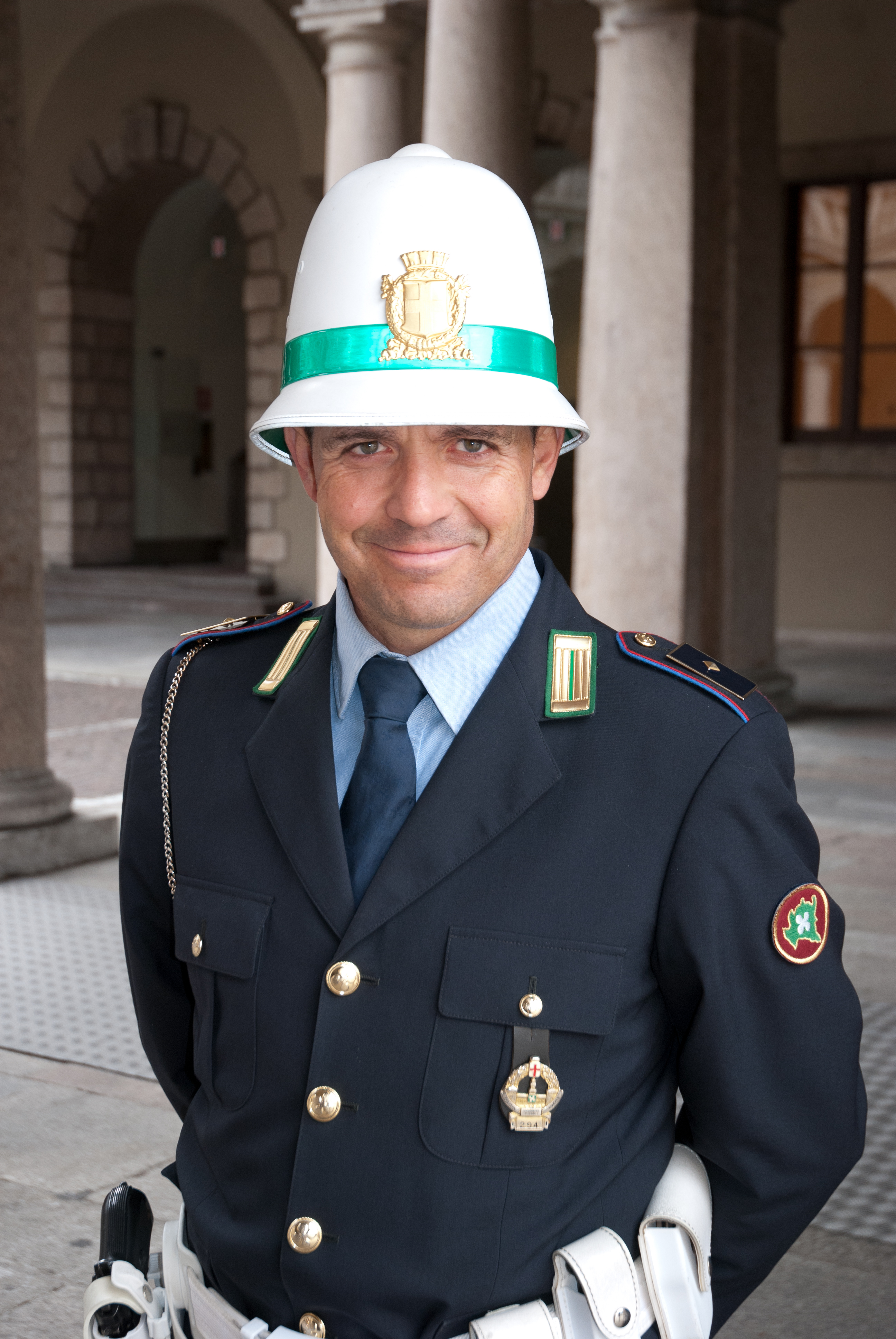
Un vigile urbano di Milano, detto ghisa, con il suo casco
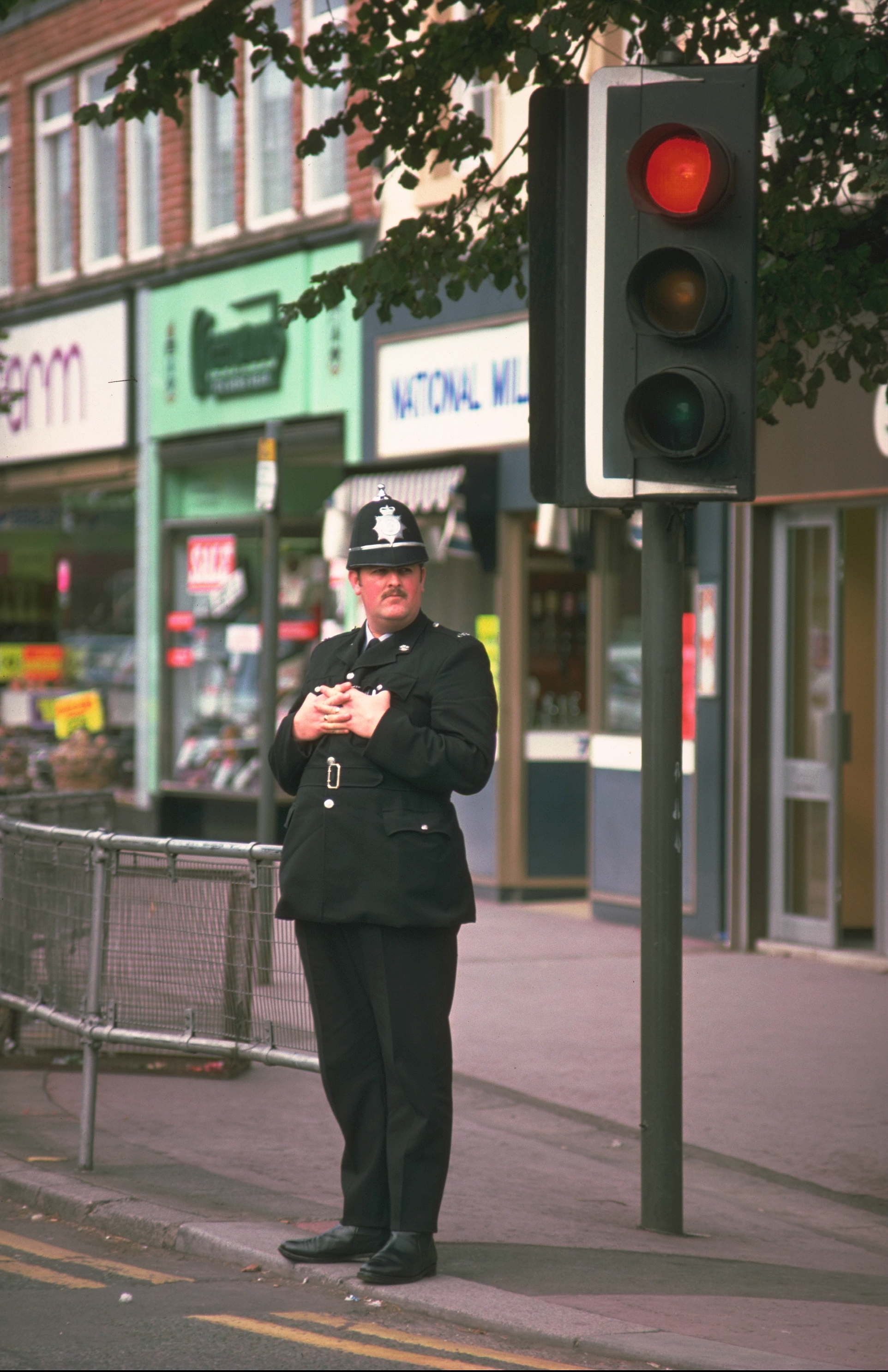
Un bobby inglese
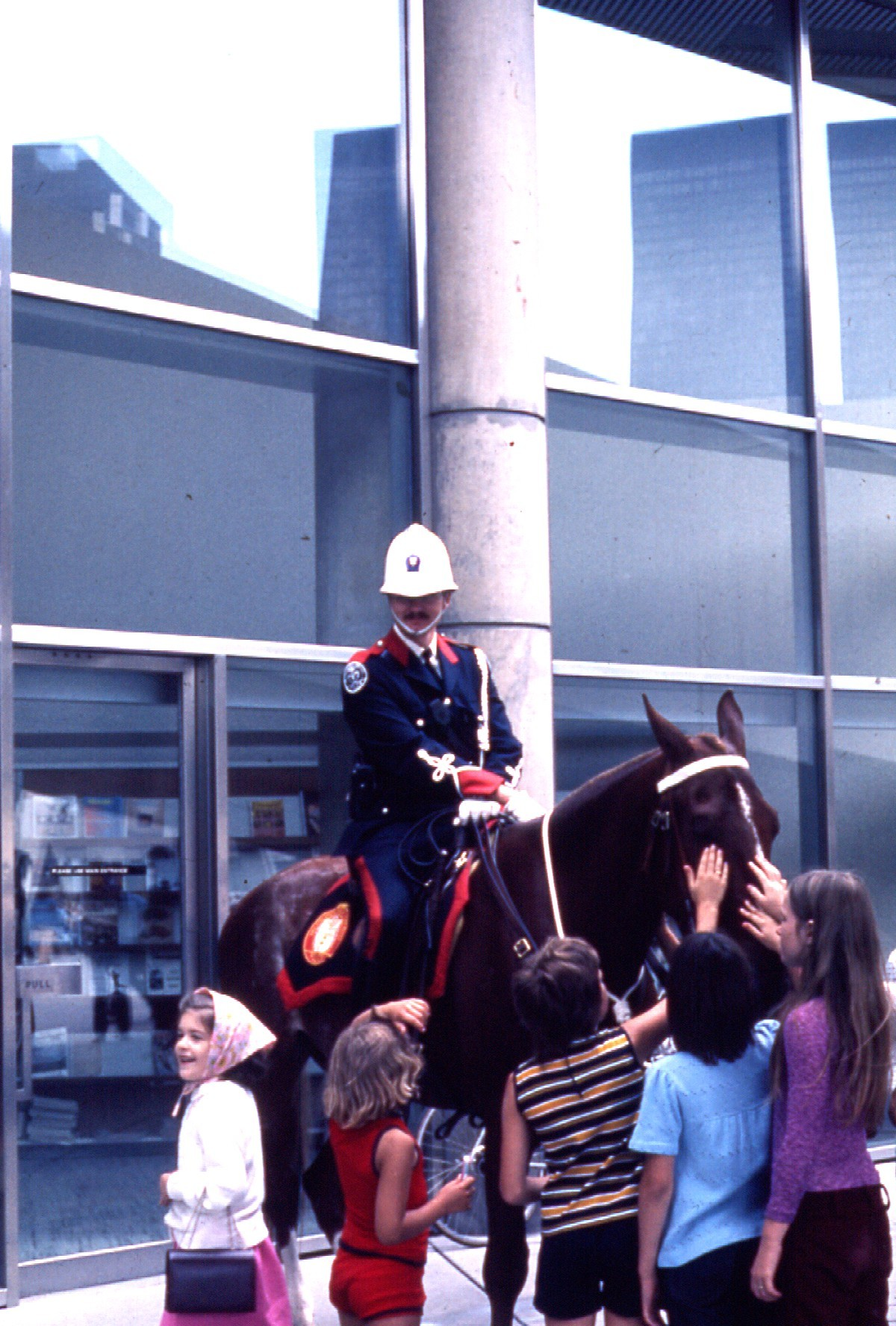
Poliziotto di Toronto a cavallo con uniforme storica
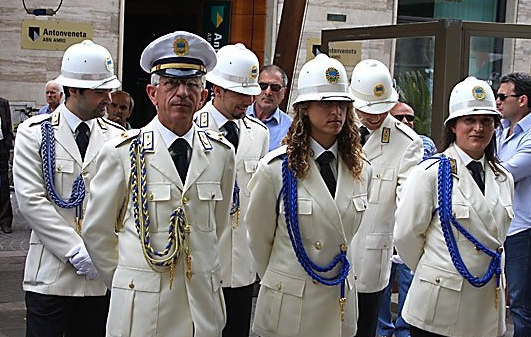
Polizia locale di Cosenza con i loro caschi
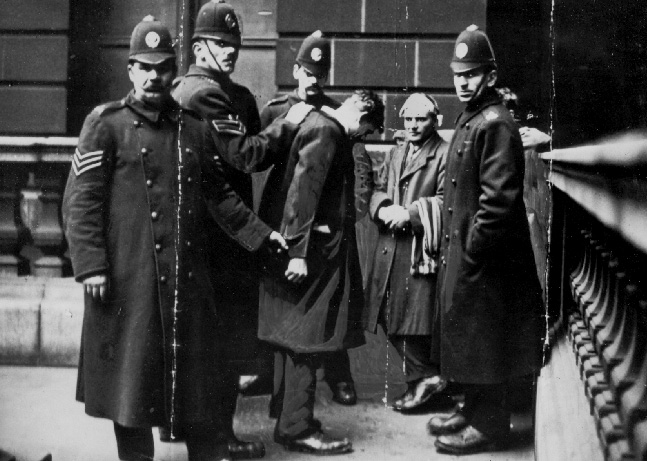
Poliziotti scozzesi (nel passato; il casco è non più portato dalla polizia scozzese)
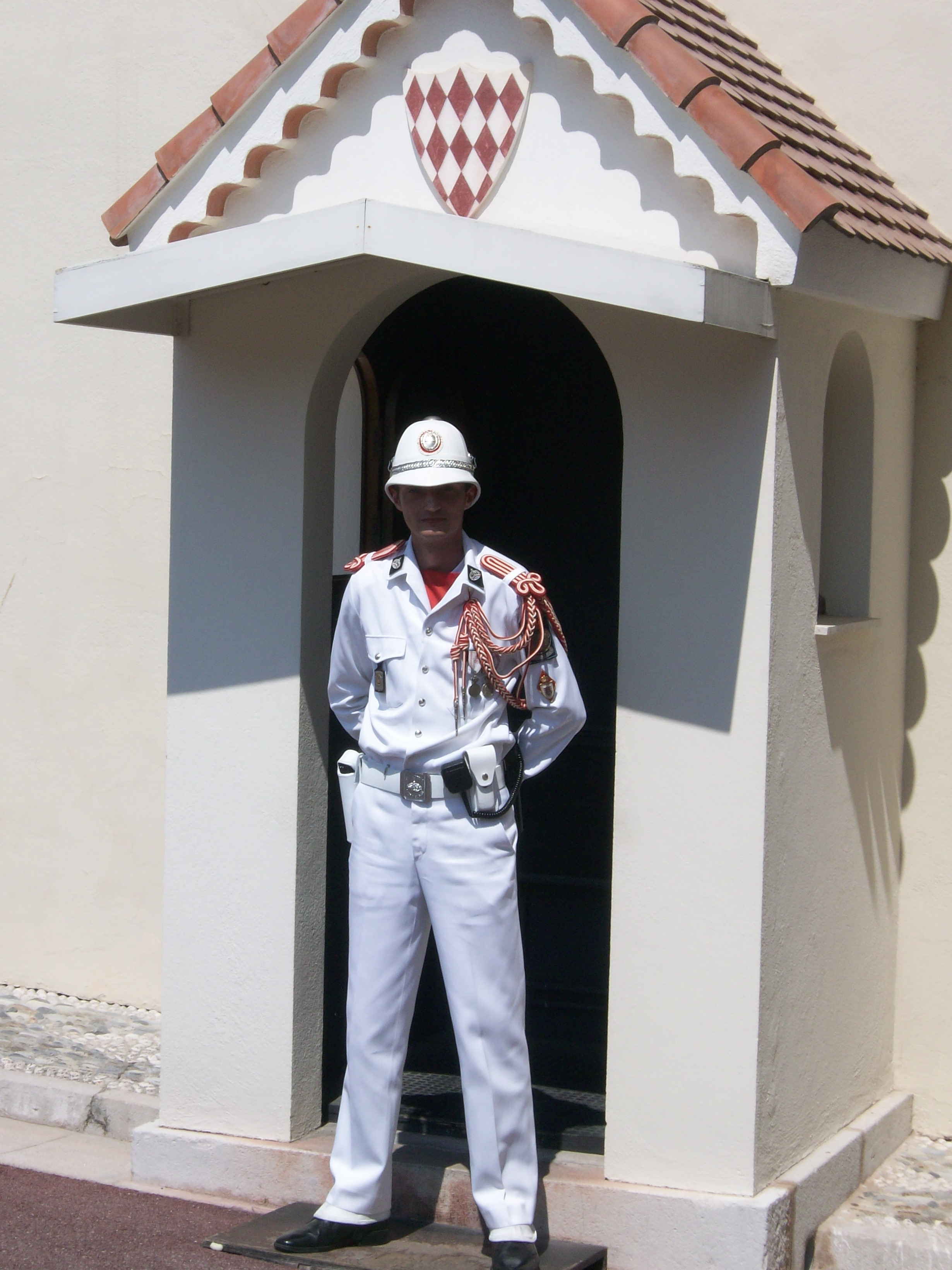
Guardia della Compagnia dei carabinieri del principe
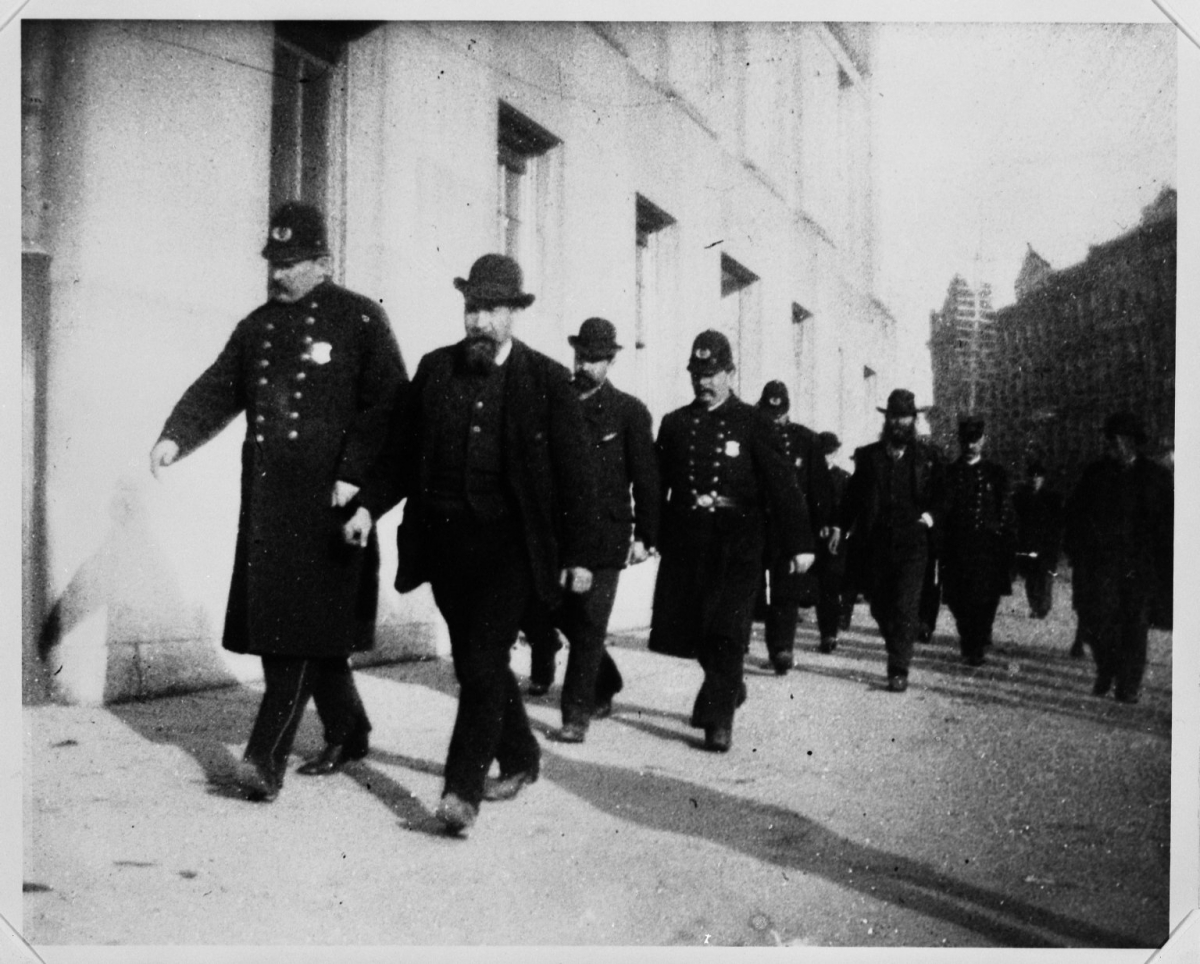
Poliziotti di New York a fine '800
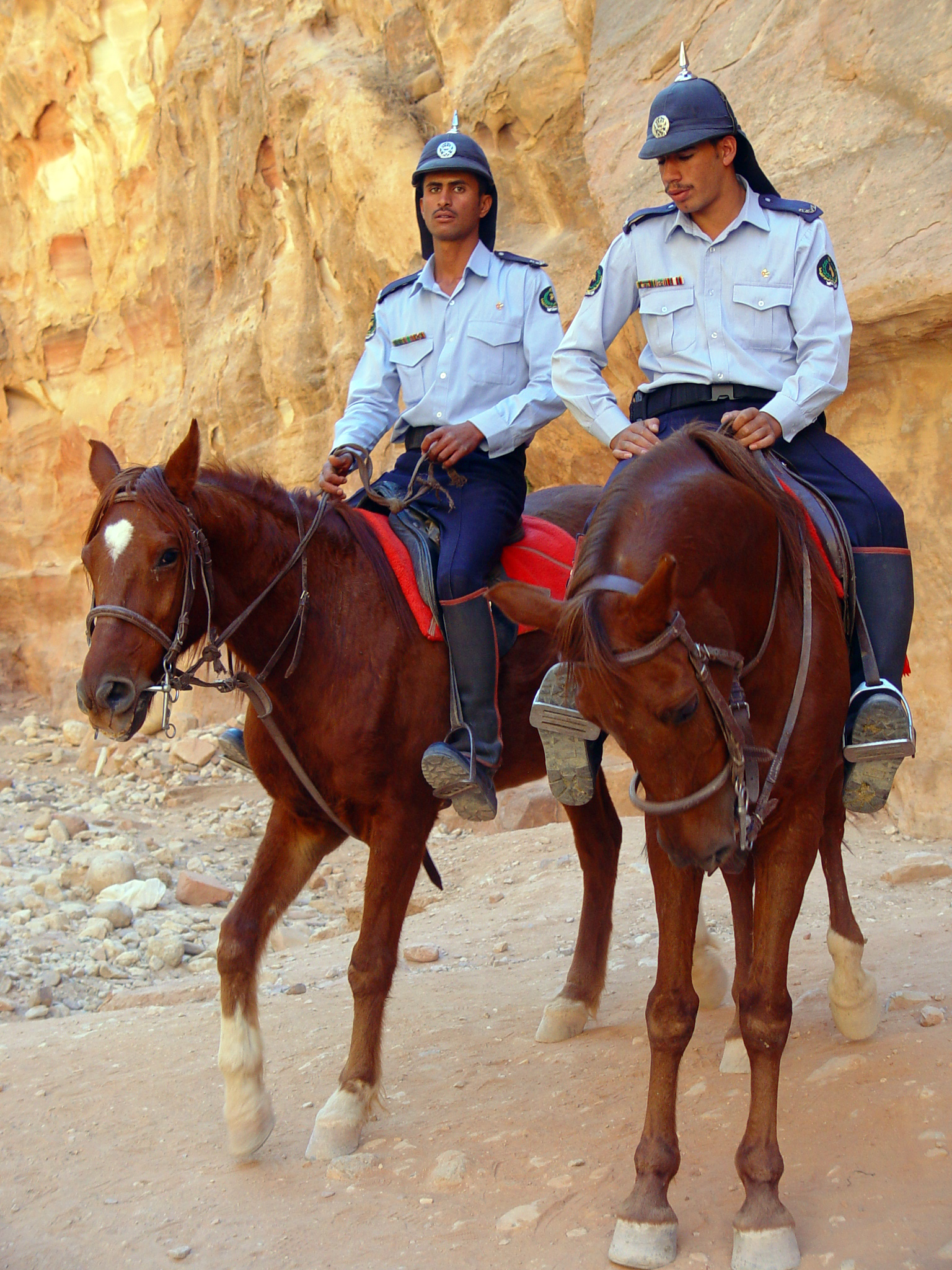
Polizia a cavallo di Giordania
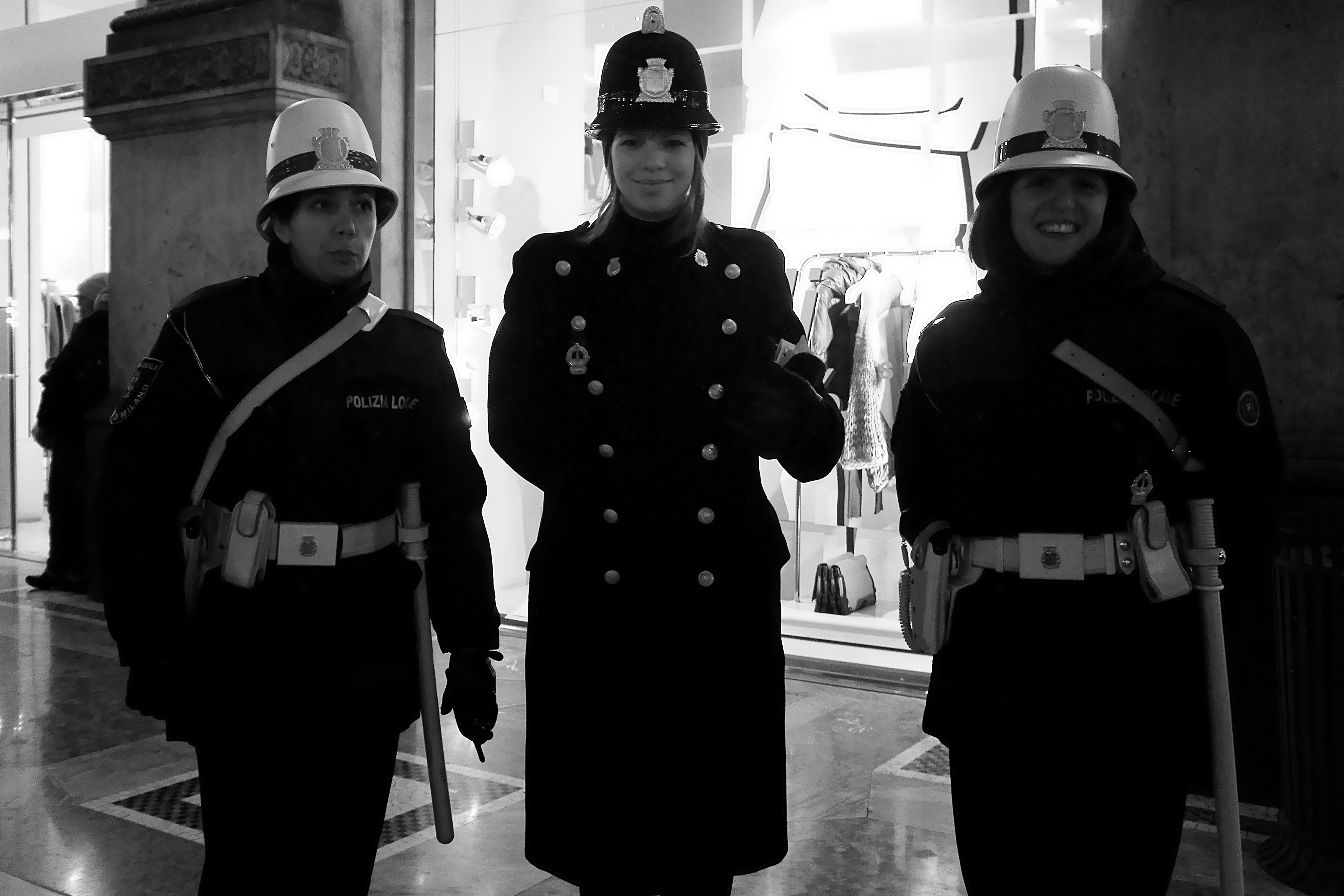
Polizia Locale di Milano, due in uniforme di servizio (ai lati) e una in uniforme storica (al centro)
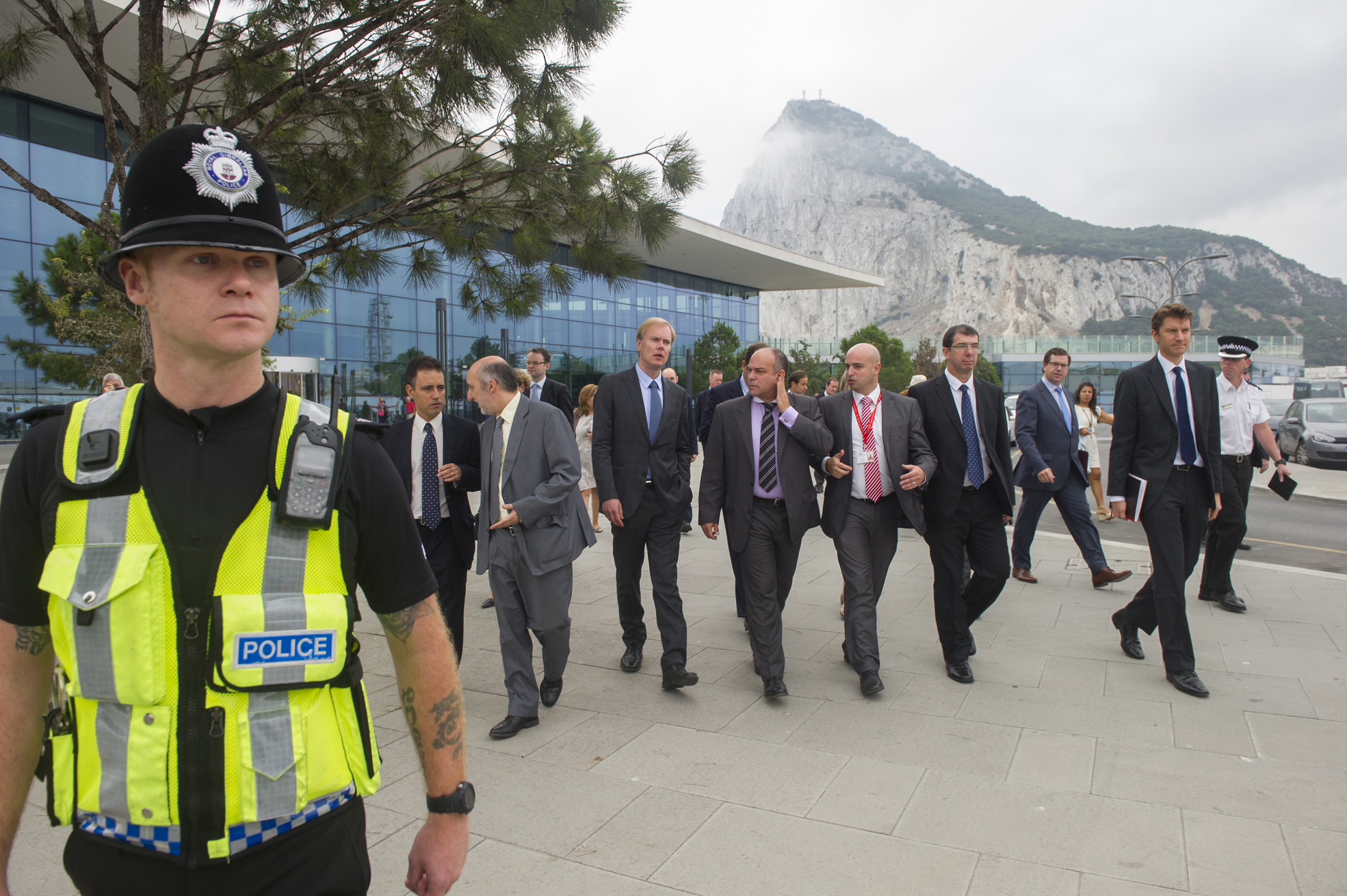
Poliziotto di Gibilterra
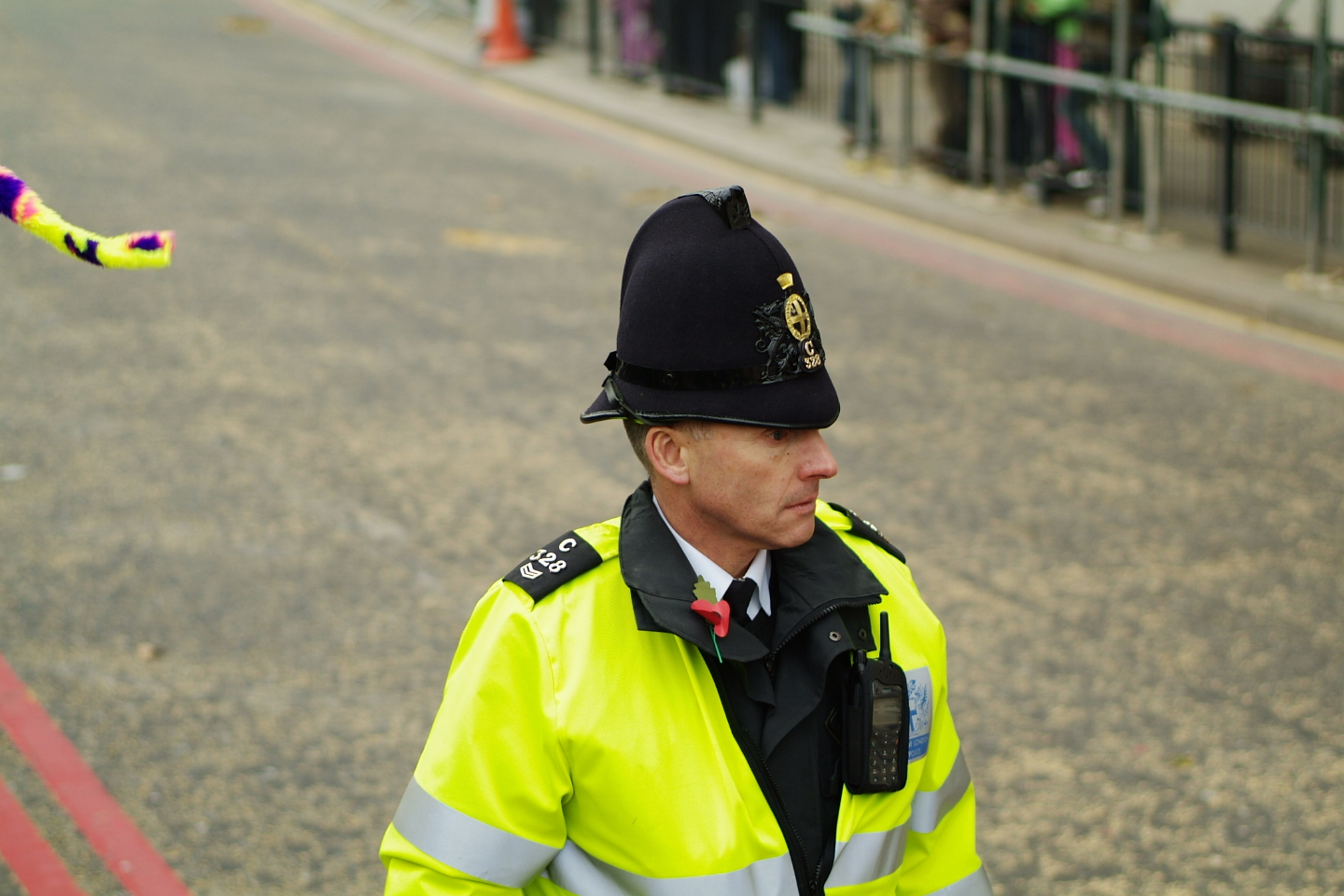
Poliziotto britannico (nell'Inghilterra o nel Galles)